# Nieftiegorsk (obwód sachaliński)
Nieftiegorsk (ros. Нефтегорск), do 1970 roku Wostok (ros. Восток) – wyludnione osiedle typu miejskiego na Sachalinie, zniszczone przez trzęsienie ziemi. Znajdowało się w północnej części wyspy, ok. 98 km na południe od miasta Ocha.
W 1995 w mieście mieszkało ok. 3 500 osób, głównie pracownicy zatrudnieni przy wydobyciu ropy naftowej, oraz ich rodziny.

## Trzęsienie ziemi
W nocy, 28 maja 1995 o 01:04 czasu lokalnego na Sachalinie, nastąpiło trzęsienie ziemi o sile 7,6 stopni w skali Richtera. Miasto zostało całkowicie zniszczone, a pod gruzami zginęło 2 040 mieszkańców. Epicentrum znajdowało się 40 km na południowy zachód od miejscowości, a hipocentrum na głębokości 11 km.
Nieftiegorsk nigdy nie został odbudowany, a na jego miejscu powstał kompleks pamięci.